# Katedra w Quimper
Katedra św. Korentyna (fr. Cathédrale Saint-Corentin) – rzymskokatolicka świątynia znajdująca się we francuskim mieście Quimper, w Bretanii.

## Historia
Budowę katedry rozpoczął w 1239 biskup Raynaud. Wcześniej w tym miejscu znajdował się romański kościół. W 1410 ukończono budowę sklepień prezbiterium. W 1424 rozpoczęto budowę korpusu nawowego i fasady, prace zakończono w 1460. W latach 50. XIX wieku rozpoczęto renowację kościoła na podstawie projektu Josepha Bigota. Pod jego nadzorem odrestaurowano kaplice, wykonano nowe witraże i w latach 1854-1856 ukończono budowę obydwu wież. W 1862 budynek wpisano do rejestru zabytków, a 11 marca 1870 świątyni nadano godność bazyliki mniejszej. W latach 1989–1999 katedrę ponownie odrestaurowano, odkrywając XV-wieczne polichromie na sklepieniach.

## Architektura
Świątynia gotycka, o układzie bazylikowym, orientowana. Czteroprzęsłowe prezbiterium otoczone jest obejściem i wieńcem kaplic. Korpus nawowy jest długi na 6 przęseł, również otoczony jest kaplicami bocznymi. Te dwie części kościoła podzielone są jednonawowym transeptem. Długość katedry wynosi 92 metry, szerokość nawy wynosi 8, a prezbiterium 9 metrów. Fasada jest szeroka na 34 metry, dwie wieże kościoła są wysokie na 76 metrów.

## Wyposażenie

### Ołtarz
Zdobiący prezbiterium ołtarz prezentowany był w 1867 na wystawie światowej w Paryżu. Był on prezentem dla katedry od Napoleona III Bonapartego. 

### Organy
Organy znajdujące się nad wejściem głównym zostały wykonane przez braci Henriego i Hermana Wolffów, jako pierwszy zagrał na nich 20 października 1901 Louis Vierne. Zastąpiły one wcześniejszy instrument z 1848. W 1956 rozpoczął się ich remont pod okiem organisty Jeana Hermanna, został on jednak przerwany w wyniku jego śmierci. Prace kontynuował najpierw warsztat Roethingerów, a potem warsztat Danion-Gonzalez. Remont ukończono w 12 grudnia 1971. Ponowna renowacja miała miejsce w latach 1993-2003, pracami zajmował się warsztat Giroud-Nonnet.
Organy w prezbiterium zainstalowano w 1864. Wykonał je Jules Heyer. W 1911 instrument został wyremontowany przez Henriego i Hermana Wolffów, a w 1926 – przez warsztat Debierre-Gloton. W 1980 organy zostały przebudowane przez Hervégo Cailla. Ponowna renowacja instrumentu odbyła się w 2004.

### Dzwony
Na wieżach katedry zawieszonych jest łącznie 7 dzwonów, najmłodszy z nich zawieszono w 2023 roku. Prócz nich w szczycie fasady zawieszone są kolejne trzy dzwony, w tym jeden z 1312.
| Imię             | Ludwisarnia                           | Data odlania   | Ton            | Waga (kg)      | Średnica (cm)  |
| Wieża północna   | Wieża północna                        | Wieża północna | Wieża północna | Wieża północna | Wieża północna |
| ---------------- | ------------------------------------- | -------------- | -------------- | -------------- | -------------- |
| Pia              | Cornille Havard, Villedieu-les-Poêles | 1923           | b'             | 305            | 81             |
| Marie-Corentin   | Paccard, Annecy                       | 2023           | a'             | 400            | 80             |
| Marguerite-Marie | Cornille Havard, Villedieu-les-Poêles | 1923           | g'             | 564            | 99             |
| Eugénie          | Cornille Havard, Villedieu-les-Poêles | 1923           | f'             | 805            | 110            |
| Marie-Joséphine  | Cornille Havard, Villedieu-les-Poêles | 1923           | es'            | 1098           | 125            |
| Wieża południowa |                                       |                |                |                |                |
| Marie            | bd.                                   | 1880           | c'             | 2200           | 156            |
| Cécile-Joséphine | bd.                                   | 1837           | b0             | 3000           | 166,5          |

## Galeria

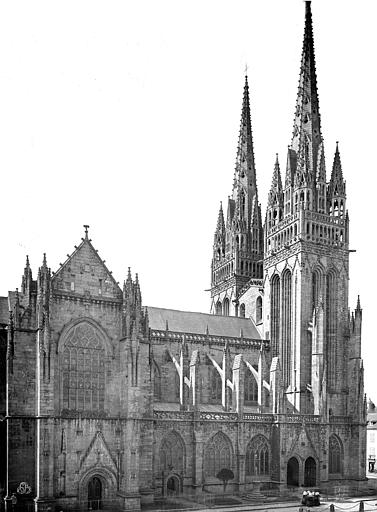
Północna elewacja, 1885
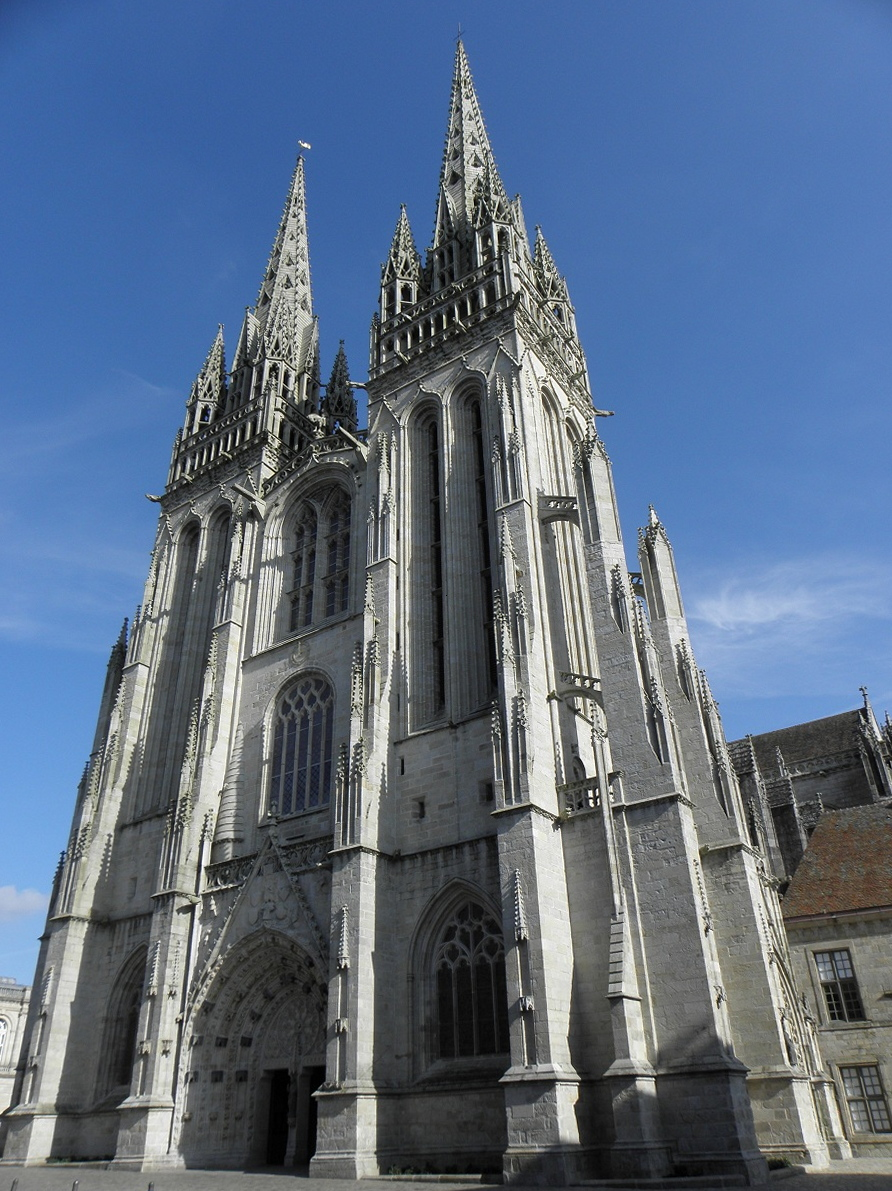
Fasada
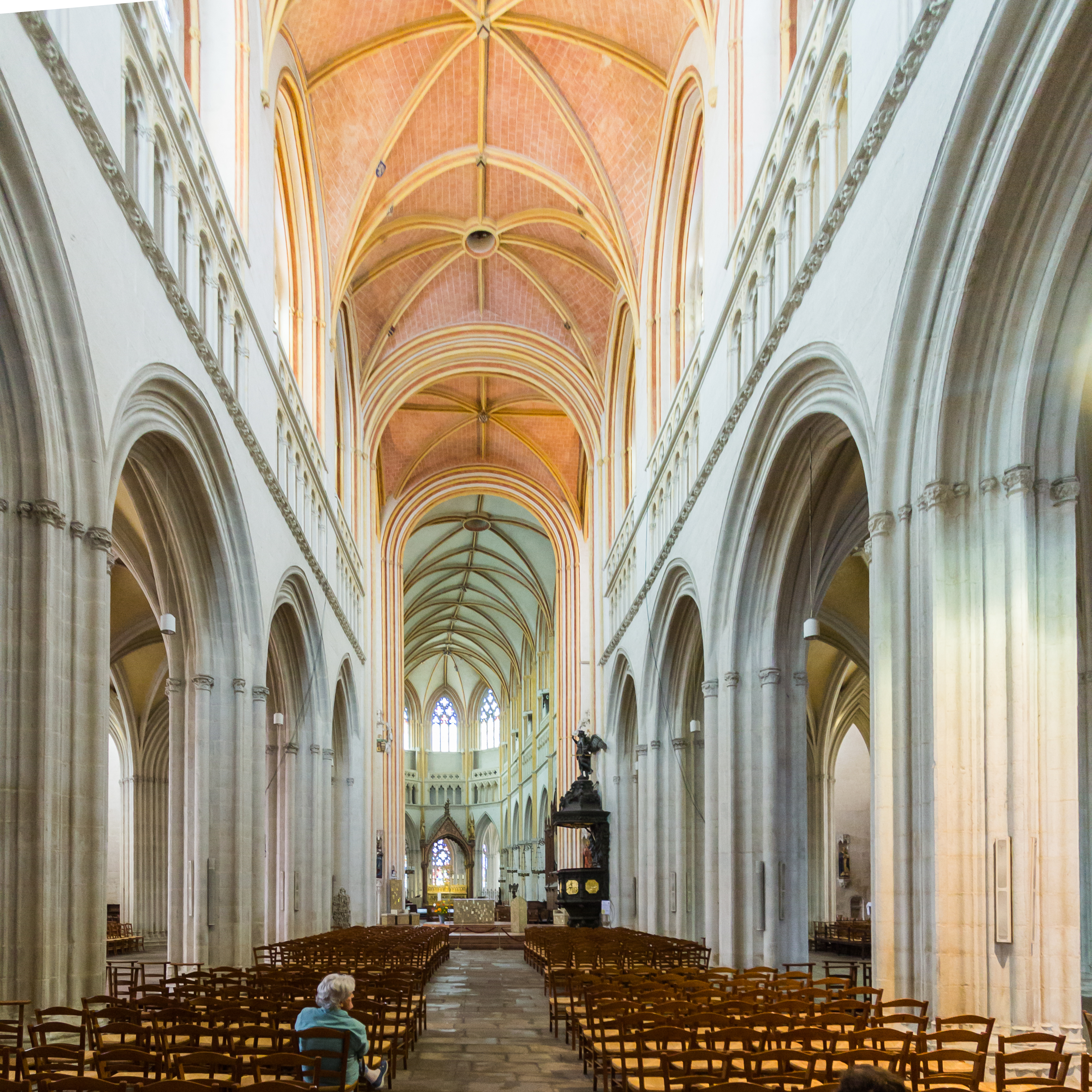
Wnętrze
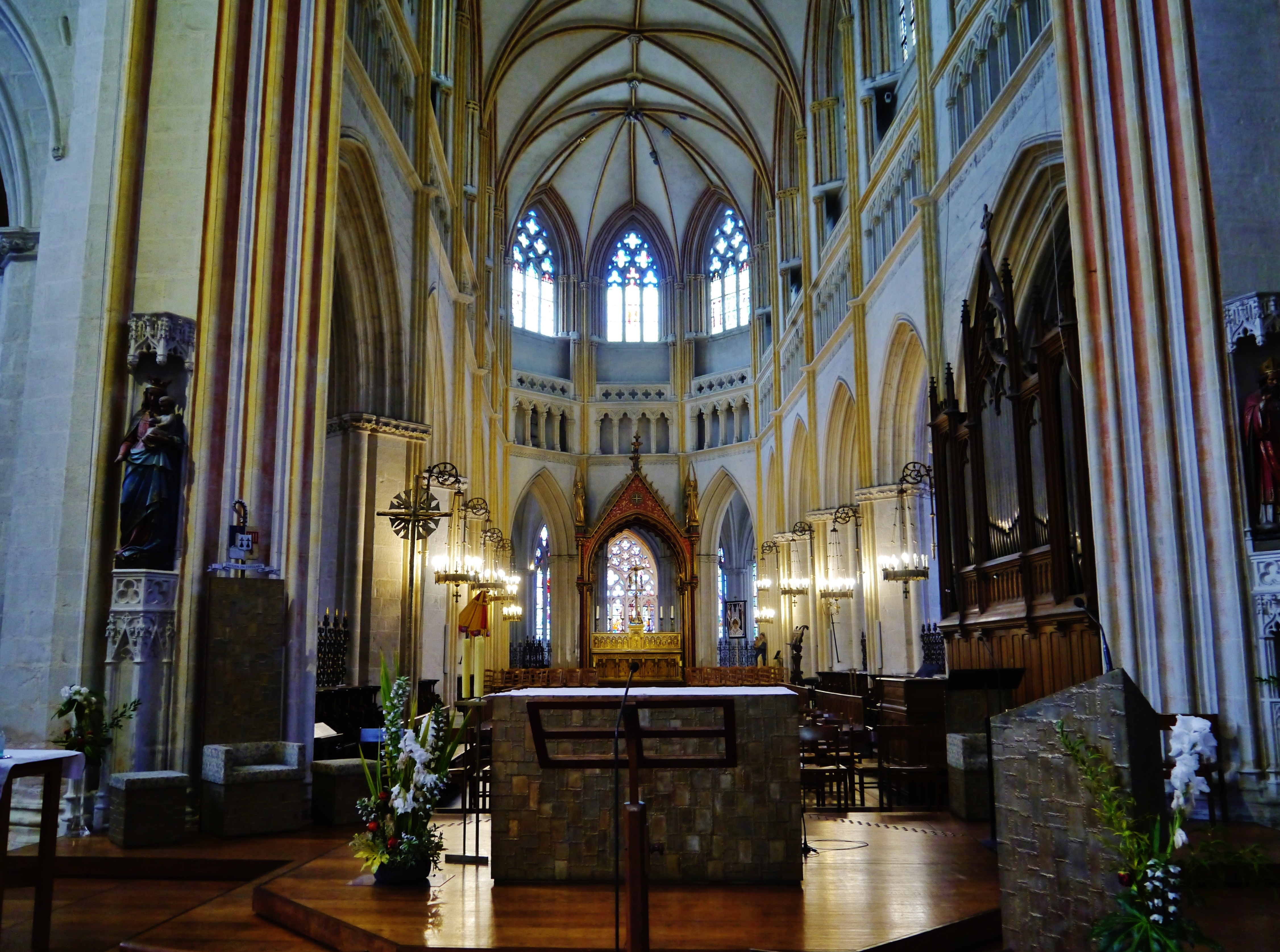
Prezbiterium
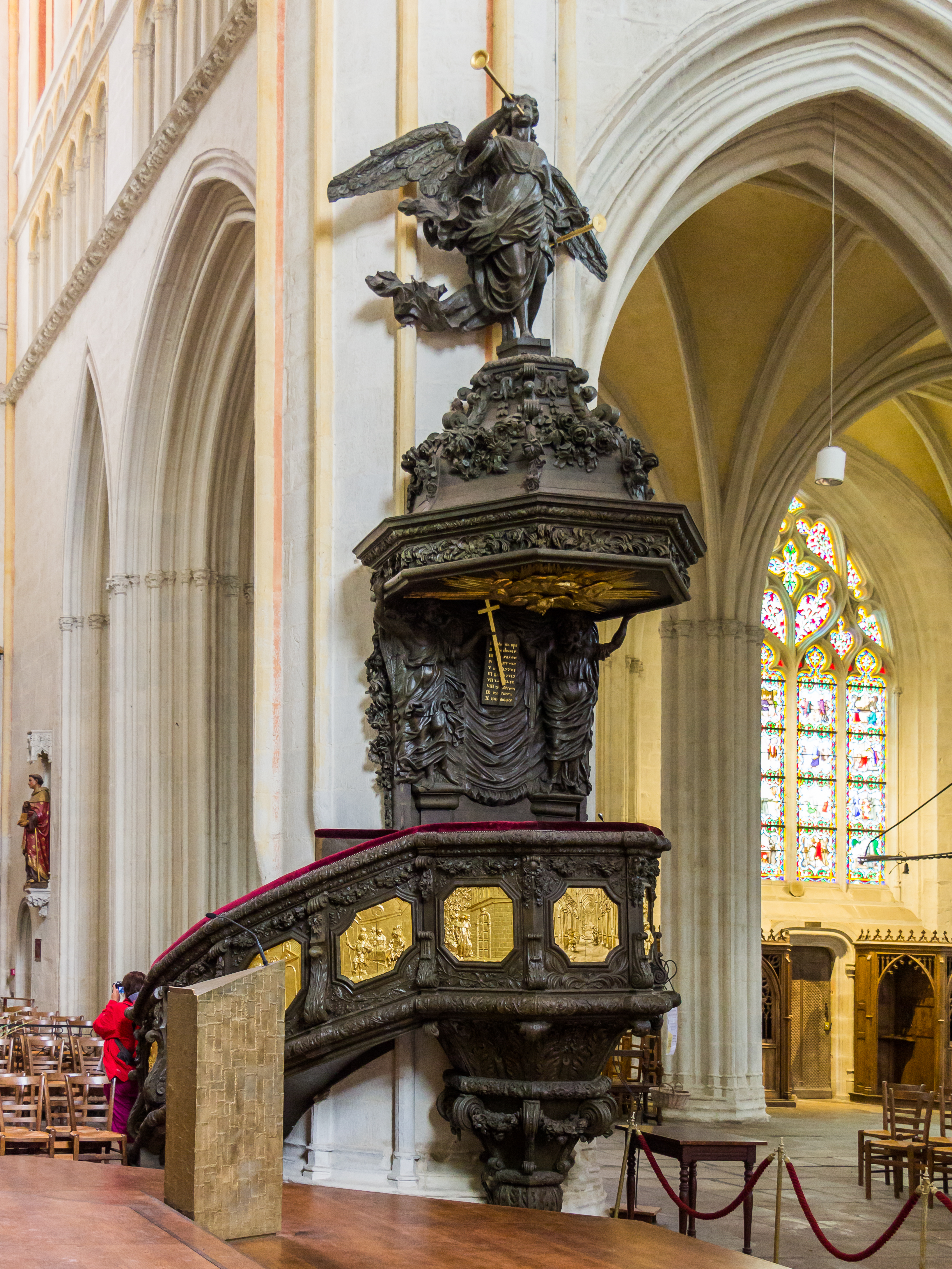
Ambona
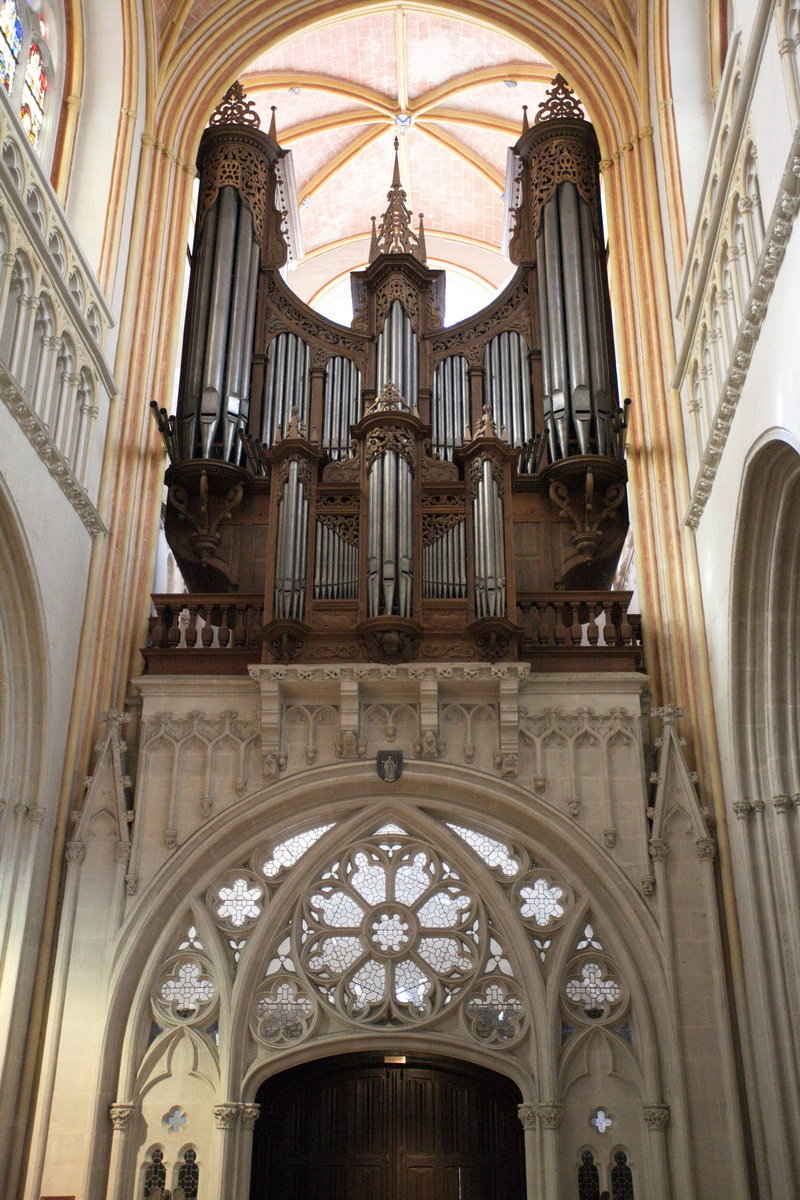
Organy